# Культурний інтелект

## Культурний інтелект
Культурний інтелект (англ. Cultural Intelligence, скорочено CQ) — це здатність особи ефективно функціонувати та управляти в різноманітних культурних контекстах. Цей термін описує компетенцію, яка дозволяє розуміти, адаптуватися та взаємодіяти з представниками різних культур. Культурний інтелект є ключовим елементом кроскультурного менеджменту та міжнародної ділової діяльності.
Культурний інтелект складається з чотирьох основних вимірів: метакогнітивного, когнітивного, мотиваційного та поведінкового. Ці виміри дозволяють людям розпізнавати культурні відмінності, адаптувати свою поведінку відповідно до різних культурних контекстів та ефективно взаємодіяти з представниками різних культур.

## Історія
Концепція культурного інтелекту з'явилася на початку 2000-х років як відповідь на зростаючу глобалізацію та необхідність ефективної міжкультурної взаємодії. Термін "культурний інтелект" був уперше запропонований P. Christopher Earley та Soon Ang у 2003 році в їхній книзі "Cultural Intelligence: Individual Interactions Across Cultures".
Розвиток концепції відбувався на тлі зростаючої потреби в розумінні того, чому деякі люди успішніші в адаптації до нових культурних середовищ, ніж інші. На відміну від раніше запропонованих концепцій, таких як культурна чутливість або міжкультурна компетентність, культурний інтелект був представлений як вимірюваний конструкт, що дозволяє прогнозувати ефективність людини в міжкультурному середовищі.
У 2008 році була заснована Центр досліджень культурного інтелекту (Cultural Intelligence Center) під керівництвом Soon Ang та Linn Van Dyne, що сприяло систематизації та поширенню досліджень у цій сфері. Протягом наступних років концепція була розвинена та верифікована через численні емпіричні дослідження в різних культурних контекстах.

## Етимологія
Термін "культурний інтелект" походить від поєднання понять "культура" та "інтелект".
Слово "культура" має латинське походження (лат. cultura — обробіток, землеробство, виховання) і в широкому сенсі означає сукупність матеріальних і духовних цінностей, створених людством протягом історії, а також процеси їх створення, збереження та передачі.
Термін "інтелект" походить від латинського intellectus (розуміння, пізнання) і позначає здатність до мислення, раціонального пізнання. У психології інтелект розглядається як загальна здатність до пізнання і вирішення проблем, що визначає успішність будь-якої діяльності.
Абревіатура CQ (Cultural Quotient) була створена за аналогією з IQ (Intelligence Quotient, коефіцієнт інтелекту) та EQ (Emotional Quotient, емоційний інтелект), щоб позначити вимірювану величину культурної компетентності особи.

## Автори
Концепцію культурного інтелекту розробили та впровадили кілька ключових дослідників:
P. Christopher Earley — американський вчений, професор організаційної поведінки. На момент розробки концепції культурного інтелекту працював у Лондонській школі бізнесу. Разом із Soon Ang написав першу книгу, присвячену культурному інтелекту, де вони представили теоретичні основи та практичні застосування цієї концепції.
Soon Ang — професорка менеджменту в Наньянському технологічному університеті в Сінгапурі. Вона є співавторкою оригінальної концепції культурного інтелекту та співзасновницею Центру досліджень культурного інтелекту. Професорка Ang продовжує активно досліджувати культурний інтелект, його вимірювання та практичне застосування.
Linn Van Dyne — професорка менеджменту в Мічиганському державному університеті. Вона долучилася до дослідження культурного інтелекту разом із Soon Ang і зробила значний внесок у розробку інструментів для вимірювання культурного інтелекту. Разом із Soon Ang вона заснувала Центр досліджень культурного інтелекту.
David Livermore — президент Центру досліджень культурного інтелекту. Він відіграв ключову роль у популяризації концепції культурного інтелекту та розробці практичних методів його розвитку. Автор кількох книг, присвячених культурному інтелекту, включаючи "Leading with Cultural Intelligence" та "Driven by Difference".
Ці вчені не лише запропонували теоретичну концепцію, але й розробили інструменти для оцінки та розвитку культурного інтелекту, що знайшли широке застосування в бізнесі, освіті та міжкультурних дослідженнях.

## Сутність
Культурний інтелект — це багатовимірний конструкт, що складається з чотирьох взаємопов'язаних компонентів:

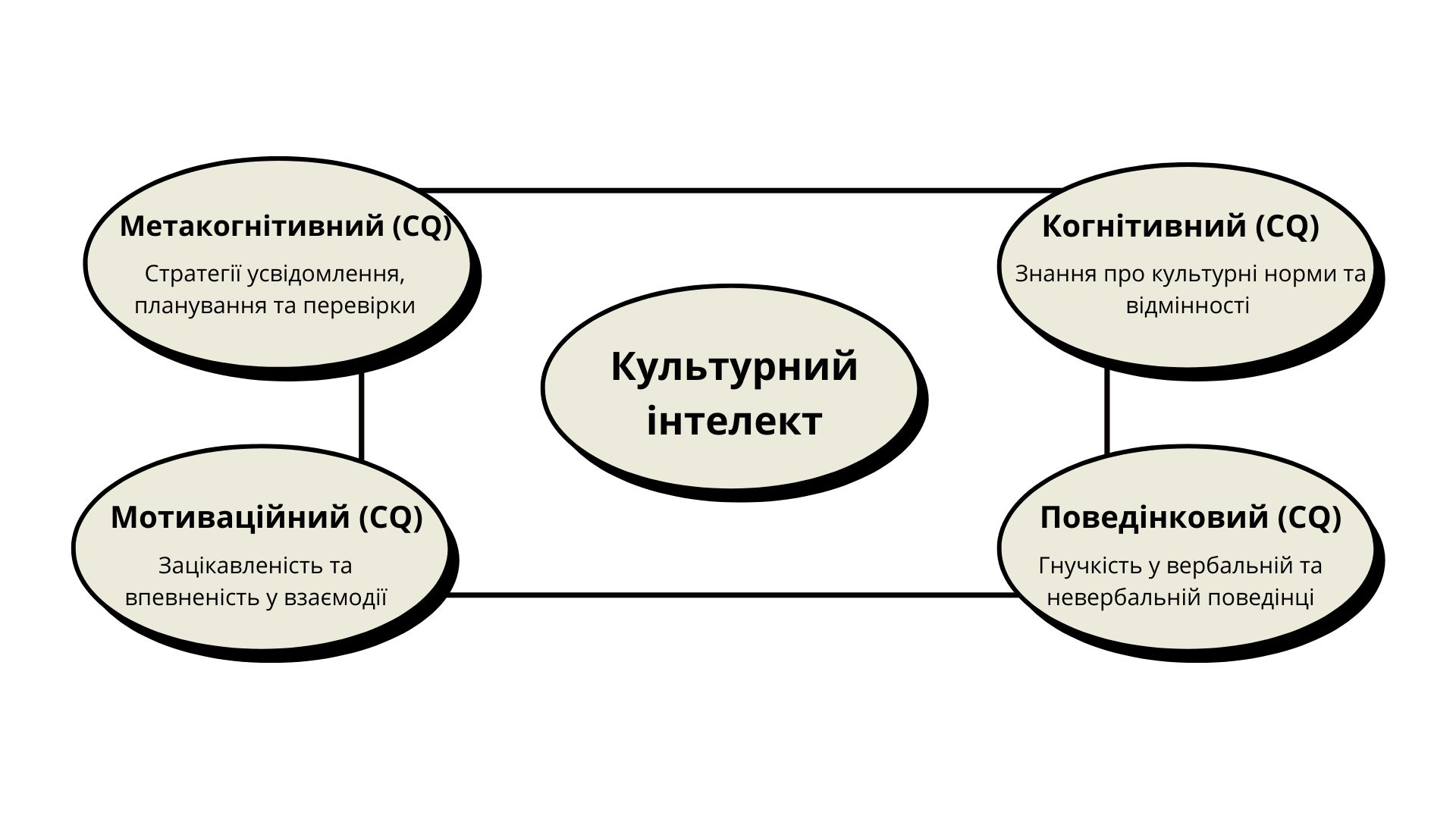

1. Метакогнітивний CQ — здатність усвідомлювати, планувати та перевіряти міжкультурні взаємодії. Цей компонент включає:
  - Планування: підготовка до міжкультурної взаємодії
  - Усвідомлення: розуміння культурних аспектів під час взаємодії
  - Перевірка: коригування культурних моделей та уявлень на основі досвіду
2. Когнітивний CQ — знання про норми, практики та конвенції в різних культурах, отримані через освіту та особистий досвід. Цей компонент включає знання про:
  - Правові та економічні системи різних культур
  - Правила мови та невербальної поведінки
  - Релігійні переконання та культурні цінності
  - Культурні універсалії та відмінності
3. Мотиваційний CQ — здатність спрямовувати увагу та енергію на вивчення та функціонування в ситуаціях, які характеризуються культурними відмінностями. Цей компонент включає:
  - Внутрішню зацікавленість у міжкультурній взаємодії
  - Самоефективність у міжкультурній адаптації
  - Стійкість до невизначеності та стресових ситуацій
4. Поведінковий CQ — здатність демонструвати відповідні вербальні та невербальні дії при взаємодії з людьми з різних культур. Цей компонент включає:
  - Мовну гнучкість
  - Адаптацію невербальної поведінки
  - Пристосування мовленнєвих актів до культурного контексту

На відміну від загального інтелекту (IQ) або емоційного інтелекту (EQ), культурний інтелект (CQ) зосереджується саме на здатності ефективно функціонувати в різноманітних культурних контекстах. Високий рівень культурного інтелекту дозволяє людям:
- Швидше адаптуватися до нових культурних середовищ
- Ефективніше вести переговори з представниками інших культур
- Уникати міжкультурних конфліктів та непорозумінь
- Створювати та управляти різноманітними командами
- Розробляти стратегії виходу на міжнародні ринки з урахуванням культурних особливостей

Культурний інтелект вимірюється за допомогою спеціальних інструментів, найпоширенішим з яких є Шкала культурного інтелекту (Cultural Intelligence Scale, CQS), розроблена Ang, Van Dyne та їхніми колегами. Ця шкала включає 20 пунктів, що вимірюють різні аспекти чотирьох компонентів культурного інтелекту.

## Сучасне використання/розуміння
У сучасному глобалізованому світі концепція культурного інтелекту знайшла широке застосування в різних сферах:

### Бізнес та менеджмент
- Міжнародний бізнес: Культурний інтелект використовується для підготовки менеджерів до міжнародних призначень та роботи в багатонаціональних корпораціях. Компанії, такі як IBM, Google та P&G, впроваджують програми розвитку культурного інтелекту для своїх співробітників.
- Управління персоналом: HR-фахівці використовують концепцію культурного інтелекту при підборі персоналу для міжнародних проєктів, розробці крос-культурних тренінгів та оцінці ефективності працівників у міжнародному контексті.
- Крос-культурне лідерство: Лідери з високим рівнем CQ здатні ефективніше керувати різноманітними командами та адаптувати свій стиль керівництва відповідно до культурних контекстів.

### Освіта
- Міжнародна освіта: Університети використовують концепцію культурного інтелекту при розробці програм навчання за кордоном та підготовці студентів до міжнародного досвіду.
- Різноманіття в навчанні: Освітні установи впроваджують розвиток культурного інтелекту в навчальні програми для підготовки студентів до роботи в глобальному середовищі.

### Дипломатія та міжнародні відносини
- Підготовка дипломатів: Дипломатичні служби використовують тренінги з культурного інтелекту для підготовки дипломатів до роботи в іноземних державах.
- Міжнародні переговори: Вміння розуміти та адаптуватися до культурних особливостей стає критичним фактором успіху в міжнародних переговорах.

### Охорона здоров'я
- Міжкультурна медицина: Медичні працівники використовують культурний інтелект для кращого розуміння пацієнтів з різних культурних середовищ та адаптації методів лікування відповідно до культурних особливостей.

## Сучасні дослідження та еволюція концепції
Останні дослідження в сфері культурного інтелекту зосереджуються на:
1. Нейробіологічних основах CQ: Дослідники вивчають, як культурний інтелект пов'язаний з активністю мозку та нейропластичністю.
2. Інтеграції з іншими формами інтелекту: Вивчається взаємозв'язок між культурним, емоційним та загальним інтелектом.
3. Цифровому культурному інтелекті: В умовах зростання дистанційної роботи та віртуальних команд, дослідники розробляють концепцію цифрового культурного інтелекту.
4. Ролі CQ в інноваціях: Дослідження показують, що різноманітні команди з високим рівнем культурного інтелекту демонструють вищу інноваційну здатність.

В українському контексті концепція культурного інтелекту набуває особливого значення з огляду на євроінтеграційні процеси та розширення міжнародних зв'язків українських компаній. Розвиток культурного інтелекту стає важливим компонентом підготовки українських фахівців до конкуренції на глобальному ринку праці та ефективного представлення України на міжнародній арені.

## Зовнішні посилання
- Cultural Intelligence Center
- Academy of Management — професійна асоціація, що публікує дослідження з культурного інтелекту
- Hofstede Insights — ресурс для вивчення культурних вимірів